# Hexatoma cornigera
Hexatoma cornigera är en tvåvingeart som först beskrevs av Alexander 1914.  Hexatoma cornigera ingår i släktet Hexatoma och familjen småharkrankar.
Artens utbredningsområde är Bolivia. Inga underarter finns listade i Catalogue of Life.